# الغارات الجوية على اليابان
شنت قوات الحلفاء العديد من الغارات الجوية على اليابان خلال الحرب العالمية الثانية، مما تسبب في إحداث دمار واسع النطاق للمدن اليابانية ومقتل ما يقرب من 241,000 إلى 900,000 شخص. وخلال السنوات الأولى من حرب المحيط الهادئ كانت هذه الهجمات قاصرة على غارة دوليتل في إبريل (نيسان) عام 1942 إلى جانب غارات أخرى ذات نطاق محدود تستهدف المواقع العسكرية في جزر الكوريل في الفترة من منتصف عام 1943. وبدأت الغارات الاستراتيجية في يونيو (حزيران) 1944 واستمرت حتى نهاية الحرب في أغسطس (آب) 1945. كما هاجمت وحدات الحلفاء الجوية التكتيكية البحرية والبرية اليابان خلال 1945.
شنت القوات المسلحة الأمريكية حملاتها الجوية على اليابان، ووصلت لأشدّها في منتصف عام 1944 وزاد تكثيفها خلال الشهور الأخيرة من الحرب. وبالرغم من أن خطط الهجوم على اليابان قد أعدّت قبل حرب المحيط الهادئ، فإنها لم تدخل قيد التنفيذ إلا بعد إعداد قاذقات القنابل بوينغ بي-29 سوبر فورترس للقتال. وفي الفترة بين يونيو (حزيران) 1944 وحتى يناير (كانون الثاني) 1945، تمركزت مقاتلات بي- 29 في الهند متخذة من الصين قواعد جوية لها لشن سلسلة من الغارات على اليابان، ولكن تلك الخطط باءت بالفشل. . أخذت حملة القصف الاستراتيجية في الاتساع الكبير بدءا من نوفمبر (تشرين الثاني) 1944 بعد توفير القواعد الجوية في جزر الماريانا نتيجة للحملات التي تم شنها على تلك الجزر. استهدفت هذه الحملة في البداية المنشآت الصناعية، ولكن بدءا من مارس (آذار) 1945 تم توجيهها إلى المناطق الحضرية لأن الكثير من عمليات التصنيع قد أجريت في الورش الصغيرة ومنازل المدنيين. . كما قصفت الطائرات المُقلعة من حاملات الطائرات لقوات الحلفاء وجزر ريوكيو أهدافًا في اليابان خلال عام 1945 تمهيدًا للغزو المحتمل لليابان المخطط له في أكتوبر (تشرين الأول) 1945. وخلال أوائل أغسطس (آب) 1945، تم ضرب مدينتي هيروشيما وناغازاكي وتدمير معظمها بالقنابل الذرية.
لم تستطع القوات اليابانية والدفاعات المدنية صد هجمات الحلفاء. فقد كان عدد الطائرات المقاتلة وقوات الدفاع الجوي المكلفة بالمهام الدفاعية في الجزر اليابانية غير كافٍ، كما وجدت معظم هذه الطائرات المقاتلة وأسلحة الدفاع الجوي صعوبة في الوصول إلى الارتفاعات العالية التي كانت تقصف منها مقاتلات بي- 29. كما قلًص نقص الوقود والقصور في تدريب الطيارين وانعدام التنسيق بين الوحدات من كفاءة القدرة القتالية اليابانية. وبالرغم من قابلية المدن اليابانية للهجمات بالقنابل النارية، كانت قوات مكافحة الحرائق تفتقر إلى التدريب والمعدات وتم بناء قليل من المآوي من الغارات الجوية للمدنيين. وبالتالي فقد تمكنت مقاتلات بي- 29 من إلحاق أضرار بالغة في المناطق الحضرية في حين أن مقاتلات بي- 29 لم تلقى إلا خسائر قليلة.
وكانت حملة قصف قوات التحالف واحدة من العوامل الرئيسية التي أدت إلى قرار الحكومة اليابانية على الاستسلام في منتصف شهر أغسطس (آب) عام 1945. إلا أنه كان هناك جدل دائر منذ فترة طويلة بشأن مسألة الأخلاقية في الهجمات على المدن اليابانية، واستخدام الأسلحة الذرية مثير للجدل بشكل خاص. وكان أكثر التقديرات شيوعًا للخسائر اليابانية من جراء الغارات هو 333,000 قتيل و473,000 جريح. ومع ذلك فإن هناك عدد من التقديرات الأخرى بإجمالي الوفيات والتي تتراوح ما بين 241,000 إلى 900,000. إلى جانب خسائر في الأرواح معظمها من المدنيين، بخلاف الضحايا من الحلفاء المنخفضة، وتسببت الغارات في إلحاق أضرار جسيمة في المدن باليابان وساهمت في انخفاض كبير في الإنتاج الصناعي.

## خلفية

### خطط الولايات المتحدة
بدأ الفيلق الجوي بالقوات المسلحة الأمريكية (الذي تم إدراجه ضمن القوات الجوية الأمريكية في فبراير 1942) في تطوير خطط الطوارئ تمهيدًا لحملة جوية على اليابان خلال عام 1940. وخلال تلك السنة أفاد الملحق البحري إلى سفارة الولايات المتحدة في طوكيو أن الدفاعات المدنية اليابانية كانت ضعيفة، وقدم مقترحات لطاقم الطائرة الأميركي للتطوع للخدمة مع القوات الصينية في الحرب اليابانية الصينية الثانية. وبدأت أول الفرق المتطوعة (النمور الطائرة «ذا فلاينج تايجرز») بعملياتها كجزء من القوات الجوية الصينية في أواخر عام 1941 باستخدام مقاتلات بيه-40 وارهوك. تم تشكيل فرقة أمريكية متطوعة ثانية في أواخر عام 1941 لشن هجمات على اليابان من قواعد جوية صينية باستخدام قاذفات القنابل المتوسطة لوكهيد هدسون ودوغلاس ايه-20 هافوك. نتج الهجوم على بيرل هاربر في 7 ديسمبر (كانون الأول) 1941 عن أعمال عدائية علنية بين الولايات المتحدة واليابان والتي أنهت الحاجة إلى العمليات السرية، إلا أن تلك الفرقة المتطوعة لم تدخل العمل. وتم الدفع بعدد صغير من أفراد الفرقة المتطوعة الثانية الجوية من الولايات المتحدة في نوفمبر (تشرين الثاني) وأصبحوا عالقين في أستراليا عند اندلاع الحرب.
أبطلت النجاحات اليابانية خلال الأشهر الأولى من حرب المحيط الهادئ خطط الولايات المتحدة قبل الحرب لشن هجمات على الأراضي اليابانية كما فشلت سلسلة من المحاولات لبدء حملة على نطاق صغير من القواعد الصينية. قبل اندلاع الحرب خطط سلاح الجو الأمريكي لقصف اليابان من جزيرة ويك وغوام والفلبين والمناطق الساحلية في الصين. إلا أن هذه المناطق قد استولى ت عليها القوات اليابانية سريعًا، وتم إلحاق خسائر كبيرة بقوات قاذفات القنابل الثقيلة في الفلبين من جراء الهجوم على قاعدة كلارك الجوية في 8 ديسمبر (كانون الأول) 1941. وبعد ذلك شرع سلاح الجو الأمريكي في إرسال 13 قاذفة قنابل ثقيلة إلى الصين في مارس (آذار) وإبريل (نيسان) 1942 للهجوم على الجزر اليابانية. وصلت تلك الطائرات إلى الهند ولكنها ظلت هناك لأن الغزو الياباني لبورما تسبب في مشاكل لوجستية تتعلق بانتظام الإمدادات كما كان الزعيم القومي الصيني شيانغ كاي شيك كان مترددًا في السماح للأمريكيين للقيام بعمليات في الأراضي الواقعة تحت سيطرته. تم الدفع بالمزيد من قاذفات القنابل الثقيلة B-24 ليبريتور للقيام بعمياتها من داخل الصين مثل قوات هارلبو، ولكن أعيد تكليفها لدعم عمليات الحلفاء في البحر المتوسط... في يوليو عام 1942، طلب العقيد كلير لي شينو، قائد مجموعة المتطوعين الأمريكية، للاستعانة بـ 100 مقاتلة من طراز p-47 ثندربولت و30 قاذفة متوسطة بي-25 ميتشل والتي يعتقد أنها ستكون كافية لـ«تدمير» صناعة الطائرات اليابانية. وبعد ثلاثة أشهر أخبر شينو رئيس الولايات المتحدة الأمريكية فرانكلين روزفلت أنه بإمكان قوة مكونة من 105 مقاتلة حديثة و 40 قاذفة قنابل (تتضمن 12 قاذفة قنابل ثقيلة) أن «تنجح في إسقاط اليابان» من إلى 12 شهرًا. إلا أن قيادة القوات الجوية الأمريكية لم تعتبر هذه التكهنات قابلة للتصديق، فرُفض طلب شينو لتلك الإمدادات.

### الدفاعات اليابانية قبل الحرب

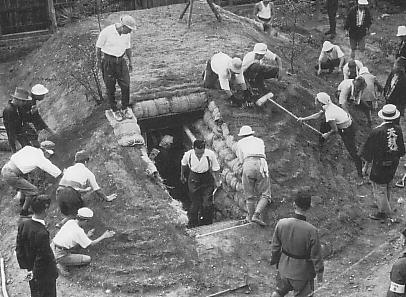
بناء مأوى للغارات الجوية في اليابان في سبتمبر 1940

ركزت خطط الحكومة اليابانية قبل الحرب لحماية البلاد من الغارات على الحد من أثر القواعد الجوية المعادية. قبل اندلاع الحرب كان يعتقد أن الطائرات السوفيتية التي كانت قواعدها في الشرق الأقصى الروسي تشكل أكبر تهديد. خططت القوات اليابانية لتدمير القواعد الجوية في نطاق الجزر اليابانية في حالة وقوع حرب بين اليابان والاتحاد السوفيتي. وعندما بدأت حرب المحيط الهادئ رأت الحكومة اليابانية أن أفضل طريقة لصد الغارات الأمريكية هي الاستيلاء والسيطرة على المناطق في الصين والمحيط الهادئ التي يمكن اتخاذها قواعد لشن هجمات. كان من المتوقع أن الحلفاء لن يتمكنوا من استعادة تلك القواعد. إلا أن اليابانيون توقعوا هجمات محدودة النطاق على جزر البلاد باستخدام طائرات طابعة للبحرية مُقلعة من حاملات طائرات. اختارت الحكومة اليابانية ألا تعزز من الدفاعات لمواجهة تلك التهديدات بالغارات؛ لأن الموارد الصناعية للبلاد كانت غير كافية لامداد القوات الجوية الهجومية في الصين والمحيط الهادئ إلى جانب القوات الدفاعية في الجزر اليابانية.
تمركزت بعض الوحدات الجوية أو البطاريات المضادة للطائرات في الجزر اليابانية خلال الأشهر الأولى من الحرب في المحيط الهادئ. تم تشكيل مقر قيادة الدفاع العامة في يوليو (تموز) 1941 للإشراف على الدفاع عن الجزر اليابانية، ولكن تم تعيين جميع الوحدات القتالية في هذا المجال إلى المناطق الأربع الإقليمية العسكرية (المنطقة الشمالية والشرقية والوسطى والغربية) الذي يقدم تقاريره مباشرة إلى وزارة الحرب. ونتيجة لذلك فإن وظيفة مقر قيادة الدفاع العامة كانت قاصرة على تنسيق الاتصالات بين المقر الياباني الإمبراطوري العام وهو أعلى هيئة عسكرية لصنع القرارات العسكرية وبين المناطق العسكرية. في أوائل عام 1942 ضمت القوات اليابانية المتمركزة للدفاع عن البلاد 100 مقاتلة من القوات الجوية للجيش الإمبراطوري الياباني و200 مقاتلة من البحرية الإمبراطورية اليابانية وكان العديد قديم الطراز، إلى جانب 500 مدفع مضاد للطائرات تديرها القوات و200 مدفع مضاد للطائرات تابع للبحرية الإمبراطورية اليابانية. كانت معظم التشكيلات في الجزر اليابانية من القوات الجوية للجيش الإمبراطوري الياباني والبحرية الإمبراطورية اليابانية من القوات تحت التدريب والتي لديها قدرة محدودة لمواجهة هجمات الحلفاء. كما أنشأ الجيش شبكة من مراكز المراقبة العسكرية والمدنية لتوفير التحذير من الهجوم الجوي وكان في عملية بناء محطات الرادار. كانت القيادة والتحكم في الدفاعات الجوية مفككة، كما لم يتم تواصل أو تنسيق في الأنشطة بين القوات الجوية للجيش الإمبراطوري الياباني والبحرية الإمبراطورية اليابانية. وبالتالي لم تستطع القوات صد الهجوم الجوي المفاجئ.
كانت المدن اليابانية معرضة بشكل كبير للخسائر من إلقاء القنابل الحارقة نتيجة لتصميمها وسوء التنظيم دفاع المدني في البلاد. وعادة ما تكون المناطق الحضرية مكدسة ومعظم المباني فيها مبنية من واد سريعة الاشتعال مثل الورق والخشب. وأيضًا عادة ما كانت المنشآت الصناعية والعسكرية في المناطق الحضرية محاطة بالمباني السكنية المكتظة بالسكان. على الرغم من هذا الضعف، وكان عدد قليل من المدن لديها رجال إطفاء محترفين بدوام كامل وعلى متطوعين اعتمدت عليهم. افتقرت قوات إطفاء الحرائق التي كانت موجودة إلى المعدات الحديثة واستخدمت التكتيكات القديمة. تم إجراء التدريبات على الغارات في طوكيو وأوساكا منذ عام 1928 ولكن من بداية 1937 كان من المطلوب من الحكومة أن توفر للمواطنين كتيب لشرح كيفية التصرف عند وقوع غارة. تم تشييد عدد قليل من الملاجئ من الغارات الجوية وغيرها من منشآت الدفاع الجوي للمدنيين والصناعة قبل حرب المحيط الهادئ.

## الغارات الأولى

### الغارات الصينية
في يوم 19 مايو عام 1938، خلال الحرب الصينية اليابانية الثانية، حلقت قاذفتي قنابل صينيتين متوسطة من طراز مارتن بي-10 من نينغبو، وتمكنت من إسقاط منشورات دعائية على ناغازاكي، وفوكوكا، وكورومي، وساجا، وغيرها من المدن، والتي تصور الفظائع اليابانية التي ارتكبت ضد المدنيين الصينيين، بغرض «استدعاء» وعي الشعب الياباني. كانت هناك مهمة ثانوية لإجراء استطلاع من الموانئ اليابانية، والمواقع الصناعية، والمطارات، والتي أجريت بسهولة نظرا لعدم وجود تعتيم في المناطق التي حلقت فوقها. على الرغم من أنه السفن الحربية اليابانية الراسية أطلقت النار على الطائرتين، فإنها لم تصب الطائرتين ولم يلاحَظ وجودهما لمعظم مدة المهمة.
تكهن الملحق العسكري الأمريكي في تشونغتشينغ ما إذا كانت المهمة من شأنها أن تنشر الخوف بين السكان اليابانيين أن الغارة القادمة ستحمل شيء أكثر فتكا من المنشورات أو ما إذا كان الفشل في إسقاط القنابل من شأنه أن تؤخذ على أنها علامة على الضعف. وقد رأي التقرير «أنه من المؤكد ظهور رد فعل إيجابي في بعض الدوائر الأجنبية قد يبرر المخاطر التي ينطوي عليها الاقدام على مثل ذلك الطيران». وعلى الرغم من الادعاءات الصينية بأنه تم إلقاء المنشورات بدلا من القنابل لأسباب إنسانية، فقد تكهن الخبراء أن الطائرات الصينية المستخدمة في تلك المهمة كان من اللازم أن تحمل المزيد من الوقود في مثل تلك المسافة الطويلة مما منع الطائرات من حمْل القنابل. إلا أن ملف المهمة نفسه (التحليق فوق اليابان لما يزيد عن ساعة) يقترح أنه من الممكن بالتأكيد للطائرات الصينية من حمل القنابل بدلا من المزيد من الوقود والمنشورات في غارة قادمة على اليابان.

### غارة دوليتل

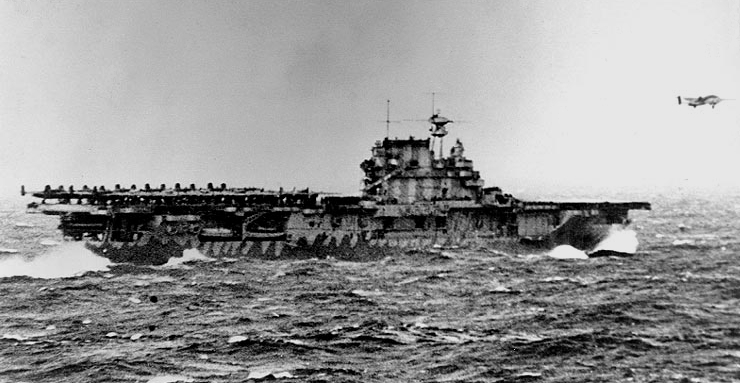
طائرة من طراز بي-25 ميتشل تقلع من على متن يو إس إس هورنت في 18 إبريل 1942

قصفت طائرات سلاح الجو الأمريكي اليابان للمرة الأولى في منتصف أبريل 1942. في عملية أجريت في المقام الأول إلى رفع الروح المعنوية في الولايات المتحدة وللانتقام من الهجوم على بيرل هاربور، تم نقل 16 قاذفة متوسطة من طراز B-25 ميتشل من سان فرانسيسكو إلى نطاق الهجوم على اليابان من متن حاملة الطائرات يو إس إس هورنت. أقلعت هذه الطائرات في 18 إبريل وقامت منفردة بقصف الأهداف في طوكيو ويوكوهاما ويوكوسوكا وناغويا وكوبي. لم تتوقع وحدات الدفاع الجوي اليابانية هذا الهجوم وأخذت على حين غرة، وهرب جميع طائرات B-25 دون أضرار جسيمة. توغلت الطائرات أيضًا إلى الصين والاتحاد السوفيتي على الرغم من أن العديد منهم سقطت في الأراضي اليابانية بعد نفاد الوقود. وصلت الخسائر اليابانية إلى 50 قتيل و 400 جريح وتدمير وما يقرب من 200 منزل.
على الرغم من أن غارة دوليتل تسببت في ضررًا قليلا، فقد كان لها تداعيات هامة. رفع الهجوم من الروح المعنوية في الولايات المتحدة وقائدها، المقدم جيمي دوليتل، كان ينظر إليه على أنه بطل. الحالة الضعيفة للدفاعات الجوية في البلاد أحرجت كثيرا من القيادة العسكرية اليابانية، ونقلت أربع مجموعات مقاتلة من منطقة المحيط الهادئ للدفاع عن الجزر اليابانية. وفي محاولة لمنع المزيد من الغارات البحرية شنت البحرية الإمبراطورية اليابانية هجومًا في المحيط الهادئ والذي أسفر عن هزيمة اليابانيين في معركة ميدواي. كما شنت القوات اليابانية حملة تشجيانغ، وجيانغشى للاسيلاء على المطارات في وسط الصين وهو الموقع حيث انتوت قوات دوليتل أن تهبط فيه. حقق هذا الهجوم أهدافه وأسفر عن مقتل 250,000 من الجنود والمدنيين الصينيين. وكان العديد من هذه الوفيات في صفوف المدنيين كان نتيجة جرائم حرب. أدى تدمير المطارات والخسائر البشرية الفادحة إلى إلحاق أضرارًا بالغة للمجهود الحربي في الصين. كذلك طورت القوات الإمبراطورية اليابانية نوعًا من القنابل البالونية القادرة على حمل قنابل حارقة وقنابل ضد الأفراد من اليابان حتى الولايات المتحدة القارية.

### قصف جزر الكوريل
في أعقاب غارة دوليتل، توجهت الهجمات الجوية التالية على اليابان نحو جزر الكوريل في منتصف 1943. ساهم تحرير جزيرة أتو في ألاسكا في مايو 1943 خلال حملة جزر ألوشيان في توفير قواعد جوية لسلاح الجو الأمريكي في نطاق قصف جزر الكوريل. وكجزء من التحضيرات من أجل تحرير جزيرة كيسكا في الألوشيان، قامت القوات الجوية الحادية عشرة بسلسلة من الغارات ضد جزر كوريل لقمع الوحدات الجوية اليابانية المتمركزة هناك. وأول هذه الهجمات وجاء على جنوب شومشو وشمال باراموشيري باستخدام 8 مقاتلات من طراز B-25 في 10 يوليو (تموز). وقد تم الاعتداء على جزر كوريل مرة أخرى في 18 يوليو (تموز) باستخدام ستة قاذفات ثقيلة من طراز B-24، وتم تحرير كيسكا (عملية كوتدج) بون مقاومة في 15 أغسطس (آب).
استمرت القوة الجوية الحادية عشرة والبحرية الأمريكية في شن غارات محدودة النطاق في جزر الكوريل حتى الأشهر الأخيرة من الحرب. توقفت هجمات سلاح الجو الأمريكي فجأة لمدة خمسة أشهر بعد غارة في 11 سبتمبر (أيلول) 1943 عند فقدان 9 مقاتلات B-24 وB-25 كان قد تم الدفع بهم. ولكن غارات كونسوليديتد بي بي واي كاتالينا التابعة للبحرية الأمريكية
ظلت مستمرة. وردًا على الهجمات الأمريكية أنشأت القوات الإمبراطورية اليابانية أسطول شمال شرق المنطقة في أغسطس (آب) 1943 وفي نوفمبر (تشرين الثاني) هذا العام ارتفع عدد المقاتلات اليابانية إلى أعلى أرقامها وهو 260 طائرة في جزر الكوريل وهوكايدو. واستمرت هجمات القوة الجوية الحادية عشرة في فبراير (شباط) 1944 بعد أن تم إمداداها باسطولين من طائرات المقاتلة المرافقة لوكهيد بي-38 لايتنغ واستمرت في ضرب أهدافعا في جزر الكوريل حتى يونيو (حزيران) 1945. في حين تسببت هذه الغارات فيضرر بسيط، وأنها اضطرت اليابانيين إلى تحويل أعداد كبيرة من الجنود للدفاع عن الجزر في الشمال ضد غزو محتمل للولايات المتحدة.

## عملية ماترهورن

### استعدادات

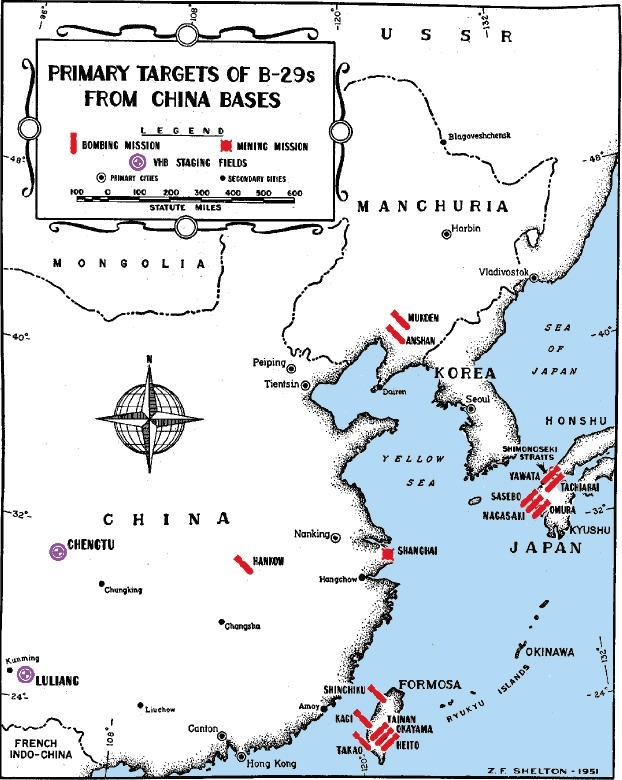
مواقع قواعد قاذفات القنابل B-29 في الصين والأهداف الرئيسية التي قصفوها في شرق آسيا خلال عملية ماترهورن

في أواخر عام 1943، وافقت هيئة الأركان المشتركة الولايات المتحدة على اقتراح لبدء قصف إستراتيجي ضد الجزر اليابانية وشرق آسيا من خلال الاستعانة بقاذفات القنابل الثقيلة B-29 سوبرفورترس في الهند وإنشاء المطارات الأمامية في الصين. هذه الاستراتيجية، المعينة لعملية ماترهورن، تتضمن بناء مهابط الطائرات الكبيرة قرب مدينة تشنغدو في داخل الصين التي سوف تستخدم للتزويد طائرات B-29 بالوقود للسفر من قواعد في ولاية البنغال في طريقها إلى أهدافها في اليابان. دعا العقيد تشينولت، قائد القوات الجوية الرابعة عشرة في الصين الحالي، إلى بناء قاعدة جوية لطائرات B-29 بالقرب من قويلين حيث أنها الأقرب إلى اليابان، ولكن تم الحكم على هذه المنطقة بأنها عرضة أيضا لهجوم مضاد. ومع ذلك، فإن قرار بناء مهابط الطائرات في تشنغدو يعني أن كيوشو كانت الجزء الوحيد من سلسلة الجزر اليابانية في نطاق الدائرة القتالية لطائرات B-29 1,600 وهي 1,600 ميل (2,600 كم). بدأ بناء المطارات في يناير (كانون الثاني) عام 1944، وتشارك في المشروع حوالي 300,000 عامل من الصينيين تم تجنيدهم و 75,000 من العمال المتعاقدين.
كانت قيادة قاذفات القنابل إكس إكس مكلفة بالإشراف على عملية ماترهورن، والطاقم الأرضي لها بدأ مغادرة الولايات المتحدة للهند خلال ديسمبر (كانون الأول) 1943. تم تشكيل القوة الجوية العشرين في أبريل عام 1944 لمراقبة جميع عمليات B-29. في خطوة غير مسبوقة، قام الجنرال هنري أرنولد، قائد سلاح الجو الأمريكي، بتولي أمور القيادة بنفسه لهذه الوحدة وأدارها من البنتاغون في واشنطن العاصمة. كان حناح القصف رقم 58 هو الوحدة القتالية الرئيسية لقيادة قاذفات القنابل إكس إكس واستغرقت حركته من كنساس إلى الهند في الفترة ما بين شهري أبريل ومنتصف مايو 1944.
بدأ الجيش الياباني نقل الطائرات المقاتلة إلى الجزر اليابانية من الصين والمحيط الهادئ في أوائل عام 1944 تحسبا لغارات طائرات B-29. اكتشفت المخابرات اليابانية عمليات بناء قواعد B-29 في الهند والصين، وبدأ الجيش لوضع خطط لمواجهة الغارات الجوية القادمة من الصين. تطورت الثلاثة الوية التابعة للقوات الجوية للجيش الإمبراطوري الياباني المتمركزة في هونشو وكيوشو إلى تشكيلات جوية بين مارس ويونيو (كانت هذه الألوية مخصصة للتشكيلات الجوية العاشرة والحادية عشرة والثانية عشرة). قبل أواخر يونيو تم تعيين 260 مقاتلة لوحدات الدفاع الجوي في الجزر اليابانية، ويمكن أن تصل إلى ما يقرب من 500 طائرة إضافية في حالات الطوارئ. تم الدفع بالمزيد من البطاريات المضادة للطائرات الإضافية ووحدات أنوار كشافة أيضا لحماية المدن الكبرى والقواعد العسكرية. تم تعزيز سلطة القيادة الغامة عندما وضعت وحدات الجيش في المنطقة العسكرية الشرقية والوسطى والغربية تحت قيادتها في مايو. تم تكليف وحدات مقاتلة دفاعية من البحرية الإمبراطورية اليابانية المتمركزة في كوري، وساسيبو ويوكوسوكا أيضا إلى القيادة العامة في يوليو (تموز) ولكن كان التعاون بين وحدات الجيش والقيادة العامة وبين عدد أصغر بكثير من الوحدات البحرية ضعيفًا. وبالرغم من هذه التحصينات ظلت الدفاعات اليابانية غير كافية لأن القليل من الطائرات والمدافع المضادة للطائرات يمكنهم التعامل مع طائرات B-29 بكفاءة في ارتفاعهم الهجومي الذي يبلغ 30,000 قدم (9,100 متر) كما كان عدد محطات الرادار القادرة على توفير الإنذار المبكر غير كافٍ.

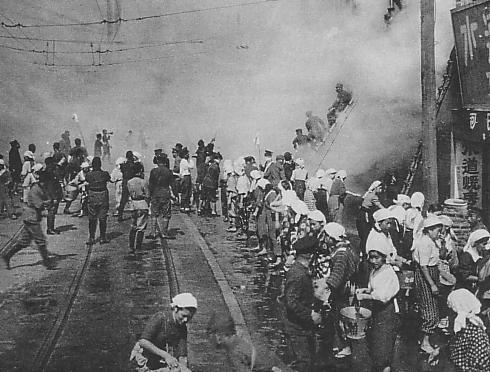
مدنيين يشاركون في تدريب على الغارات خلال عام 1942

سعت الحكومة اليابانية أيضا لتحسين الدفاعات المدنية في البلاد ردا على غارة دوليتل والتهديد بمزيد من الهجمات. ألقت الحكومة اليابانية بعبء بناء المآوي من الغارات الجوية للمدنيين على محافظات اليابان. إلا أنه تم بناء عدد قليل من الملاجئ بسبب نقص من الخرسانة والصلب. وفي أكتوبر (تشرين الأول) أمرت وزارة الداخلية اليابانية الأسر في المدن الكبرى ببناء مآويهم الخاصة إلا أنها لم تكن إلا مجرد خنادق. بنيت العديد من المآوي المتطورة للغارات الجوية لمقر الدفاع الجوي وحماية مرافق الهاتف الرئيسية. ومع ذلك، تمكن أقل من اثنين في المئة من المدنيين الوصول إلى مآوى محصن ضد قنابل الغارات الجوية، كما كانت الأنفاق والكهوف الطبيعية تستخدم أيضا كمآوى لحماية المدنيين من غارات طائرات B-29. بعد اندلاع الحرب، زودت وزارة الداخلية عدد رجال الإطفاء، رغم أن لا يزال معظمهم من المتطوعين الذين يفتقرون إلى التدريب والمعدات الكافية. كما تم تدريب المدنيين أيضا لمكافحة الحرائق وتشجيعهم على أن يقسموا «يمين الدفاع الجوي» للرد على الهجمات بالقنابل الحارقة أو شديدة الانفجار.
ابتداء من خريف 1943 اتخذت الحكومة اليابانية المزيد من الخطوات لإعداد مدن البلاد الرئيسية للهجمات الجوية. أنشئ المقر العام للدفاع الجوي في نوفمبر (تشرين الثاني) وبدأ برنامج تدمير أعداد كبيرة من المباني في المدن الكبرى لخلق عوازل للحرائق في الشهر التالي. وبحلول نهاية الحرب دمرت 614,000 وحدة سكنية لانشاء عوازل للحرائق وهذا التدمير يمثل الخامس من جميع خسائر المساكن في اليابان خلال الحرب والتي شردت 3.5 مليون شخص. كما شجعت الحكومة كبار السن والأطفال والنساء في المدن التي كان من المتوقع قصفها على الانتقال إلى الريف الفترة من ديسمبر 1943، وكما نفذت تدريبات إخلاء فئات كاملة من تلاميذ المدارس. بحلول شهر أغسطس عام 1944، تم اجلاء 330,000 تلميذ في مجموعات مدرسية و459،000 آخر انتقلتوا إلى الريف مع أسرهم. تم تفريق عدد قليل من المنشآت الصناعية لجعلها أقل عرضة للهجوم، لأن هذا كان صعبا من الناحية اللوجستية.

### الهجمات من الصين
بدأت قيادة قاذفات القنابل إكس إكس في إطلاق حملاتها على اليابان في منتصف يونيو (حزبران) 1944. ووقعت أول غارة في مساء يوم 15\16 يونيو (حزيران) عندما تد الدفع بـ 75 قاذفة قنابل من طراز B-29 لشن هجوم على أعمال الحديد والصلب الإمبراطورية في ياواتا، كيوتو شمالي كيوشو. تسبب هذا الهجوم في خسائر طفيفة وسقوط 7 طائرات B-29، إلا أنه لقى تغطية حماسية من وسائل الإعلام الأمريكية وأظهر إلى المدنيين اليابانيين أن الحرب لم تكن تسير على ما يرام. بدأ الجيش الياباني توسيع القوة المقاتلة في الجزر اليابانية بعد الهجوم على ياواتا، كيوتو، وبحلول شهر أكتوبر تم إلحاق 375 طائرة بفرق الدفاع الجوي الثلاثة. وطلت هذه الفرق على نفس القوة القتالية حتى مارس (آذار) 1945. أعفى أرنولد قائد قيادة قاذفات القنابل إكس إكس العميد كينيث وولف من منصبه بعد فترة قصيرة عقب الغارة على ياواتا، كيوتو عندما عجز عن شن هجمات متتالية على اليابان نتيجة لنقص مخزونات الوقود في القواعد الموجودة بالصين. كان بديل وولف هو اللواء كورتيس لي ماي وهو قائد عسكري مخضرم في القوة الجوية الثامنة التي شنت غارات على ألمانيا.

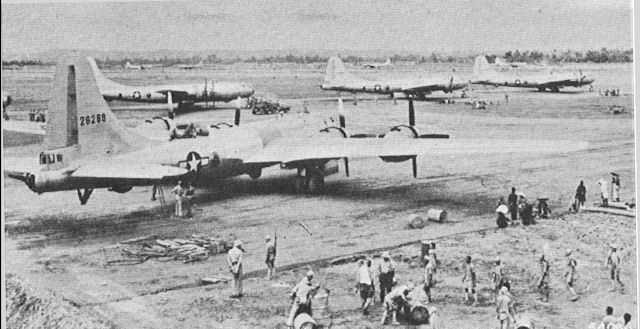
قاذفات قنابل من طراز B-29 تم تصورها قبل اشتراكها بوقت قصير في الغارة على ياواتا، كيوتو في 15\16 يونيو (حزيران) 1944

لم تحقق غارات قاذفات B-29 التالية المنطلقة من الصين أهدافها بشكل عام. وقعت الغارة الثانية في 7 يوليو (تموز) عندما هاجمت 17 قاذفة قنابل من طراز B-29 ساسيبو، أومورا، وتوباتو مسببة أضرارًا طفيفة، وفي مساء 10\11 أغسطس (آب) هاجمت 24 طائرة من طراز سوبرفورترس ناغاساكي. وقد نفذت غارة أخرى فاشلة على ياواتا، كيوتو في 20 أغسطس (آب) حيث اعترضت أكثر من 100 مقاتلة طائرات الـ B-29. تم إسقاط 12 طائرة من مجموع 61 طائرة سوبرفورترس في طريقها للمناطق المستهدفة، فيما بينها طائرة تدمرت في اصطدام جوي انتحاري. ونشرت الدعاية الحكومية اليابانية إدعاءاتها بإسقاطها 100 من قاذفات القنابل خلال هذه الغارة وواحدة من طارات الـ B-29 تُعرض في طوكيو. تحسن أداء قيادة إكس إكس لقاذفات القنابل بعد أن وضع لي ماي برنامج تدريبي كما طوّر من تنظيم صيانة وحدات B-29 خلال أغسطس (آب) وسبتمبر (أيلول). وفي 25 أكتوبر (تشرين الأول) دمرت غارة على أومورا مصنعًا صغيرًا بالمدينة لصناعة الطائرات، إلا أن الغارة التالية في 11 نوفمبر (تشرين الثاني) باءت بالفشل. وهوجمت المدينة مرة أخرى باستخدام 61 طائرة B-29 في 21 نوفمبر (تشرين الثاني) وباستخدام 17 قاذفة قنابل في 19 ديسمبر (كانون الأول). ونفذت قيادة إكس إكس لقاذفات القنابل غارتها التاسعة والأخيرة على اليابان في 6 يناير (كانون الثاني) 1945 عندما قصفت 29 طائرة B-29 أومورا مرة أخرى. وخلال الفترة نفسها أجرت القيادة عددًا من الهجمات على أهداف في منشوريا والصين وفورموزا من قواعدها في الصين، فضلا قصف أهداف أخرى في جنوب شرق آسيا من الهند. أرسلت القيادة آخر مهماتها من الهند وهي غارة على سنغافورة في 29 مارس آذار، ثم تم نقل وحداتها لجزر ماريانا.
وبشكل عام لم تكن عملية ماترهورن ناجحة. فلم تنجح التسع غارات على اليابان من القواعد الصينية إلا في تدمير مصنع الطائرات في أومورا. كما خسرت قيادة إكس إكس لقاذفات القنابل 129 طائرة B-29 حصيلة جميع عملياتها من القواعد في الصين والهند، بالرغم من أن 22 أو 29 طائرة فقط أسقطتهم القوات اليابانية، فقد كانت معظم الخسائر نتيجة لحوادث طيران. وكان للهجمات تأثير محدود على معنويات المدنيين اليابانيين وأجبرت الجيش الياباني على تعزيز الدفاعات الجوية بالجزر اليابانية على حساب مناطق أخرى. إلا أن هذا لا يبرره عدم تخصيص الحلفاء موارد كبيرة للعملية. وعلاوة على ذلك كان تحويل بعض طائرات الامدادات جوا بين الهند والصين لدعم جهود قيادة قاذفات القنابل إكس إكس قد منعت القوو الجوية الرابعة عشرة من القيام بعمليات أكثر فعالية ضد مواقع والشحن اليابانية. حكم التاريخ الرسمي لسلاح الجو الأمريكي بأن صعوبة نقل الإمدادات الكافية إلى الهند والصين كانت أهم عامل وراء فشل عملية ماترهورن، إلا أن المشاكل التقنية في B-29 وقلة خبرة طواقمها تسبب في عرقلة الحملة. الظروف الجوية السيئة في معظم أنحاء اليابان أيضا تسببت في الحد من فعالية طائرات سوبرفورترس، حيث لم تتمكن في كثير من الأحيان طواقم الطائرات التي تمكنت من الوصول إلى هدفهم من قصف الأهداف بدقة بسبب الرياح العاتية أو الغطاء السحابي.

## الهجمات الأولى من جزر ماريانا
استولت قوات مشاة بحرية الولايات المتحدة والقوات البرية للولايات المتحدة على الجزر تحت السيطرة اليابانية: غوام وسايبان وتينيان وجزر ماريانا في الفترة ما بين يونيو (تموز) وأغسطس (آب) 1944. شيد مهندسو سلاح الجو والبحرية الأمريكيين في وقت لاحق ستة مطارات في جزر لاستيعاب المئات من طائرات B-29. وكانت هذه القواعد أكثر قدرة على توفير حملة جوية مكثفة ضد اليابان من تلك الموجودة في الصين لسهولة وصول الامدادات إليها عن طريق البحر وكانت على بُعد 1,500 ميل (2,400 كم) إلى الجنوب من طوكيو، الأمر الذي سهّل المهمة على طائرات B-29 لضرب معظم المناطق في الجزر اليابانية. قامت الطائرات اليابانية بالعديد من الغارات على مطار سايبان عندما كان تحت الإنشاء.

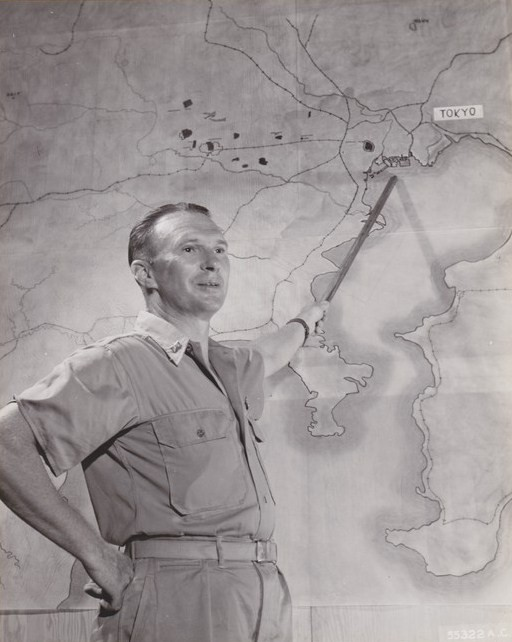
العميد هايوود س. هانسل واقفًا أمام خريطة لمنطقة طوكيو في نوفمبر 1944

بدأت قيادة قاذفات القنابل الحادية والعشرون التابعة للقوة الجوية العشرين في الوصول إلى جزر الماريانا خلال أكتوبر (تشرين الأول) 1944. وكلت القيادة إلى العميد هايوود س. هانسل الذي قد شارك في عمليات القوة الجوية الثامنة في ألمانيا. أرسلت قيادة قاذفات القنابل الحادية والعشرون ستة مهام تدريبية على الأهداف في وسط المحيط الهادئ خلال أكتوبر (تشرين الأول) ونوفمبر (تشرين الثاني) استعدادًا لشن الهجوم الأول على اليابان. في يوم 1 نوفمبر (تشرين الثاني)حلقت فوق طوكيو أظهرت طائرة لالتقاط صورة الاستطلاع من طراز ف-13 ـالتابعة لعمليات السرب الفضاء ثلاثي الأبعادـ وهو طراز من عائلة B-29. وكانت هذه هي المرة الأولى التي تحلق فيها طائرة أمريكية فوق طوكيو من بداية غارة دوليتل. وأجريت مزيد من الطلعات الجوية بطائرة F-13 خلال أوائل نوفمبر (تشرين الثاني) لجمع معلومات عن المصانع الطائرات ومرافق الموانئ في منطقة طوكيو-يوكوسوكا. وكانت طائرات F-13 قادرة على تفادي النيران الثقيلة المضادة للطائرات التي تجذبها إليها والأعداد الكبيرة من المقاتلات اليابانية التي سارعت لاعتراضها لأنها تحلق بسرعة عالية وارتفاع عالٍ.